# روبن فرناندز (دوچرخه‌سوار)
روبن فرناندز (اسپانیایی: Rubén Fernández‎؛ زادهٔ ۱ مارس ۱۹۹۱) دوچرخه‌سوار اهل اسپانیا است.
از باشگاه‌هایی که در آن رکاب زده‌است می‌توان به تیم موویستار و کاخا رورال-سگوروس رخا اشاره کرد.